# Yarinda Boonnak
Yarinda Boonnak (ou Yarinda Bunnag) (thaï : ญารินดา บุนนาค), surnommée Nina (ชื่อเล่น: นินา), née le 6 novembre 1980, est une chanteuse et une actrice thaïlandaise.

## Filmographie
- 2009 : Best of times / ความจำสั้น แต่รักฉันยาว
- 2010 : Red Eagle / อินทรีแดง (Insee Daeng)[2]- Vasana Tienpradap ou Wassana[3] / วาสนา
- 2019 : ดิว ไปด้วยกันนะ